# Superintendentura Oborniki-Chodzież Ewangelickiego Kościoła Unijnego
Superintendentura Oborniki-Chodzież Ewangelickiego Kościoła Unijnego – jednostka organizacyjna Ewangelickiego Kościoła Unijnego w Polsce istniejąca w okresie II Rzeczypospolitej i obejmująca grupę gmin kościelnych (zborów) czyli parafii tego Kościoła, skupionych wokół miast Oborniki i Chodzież.

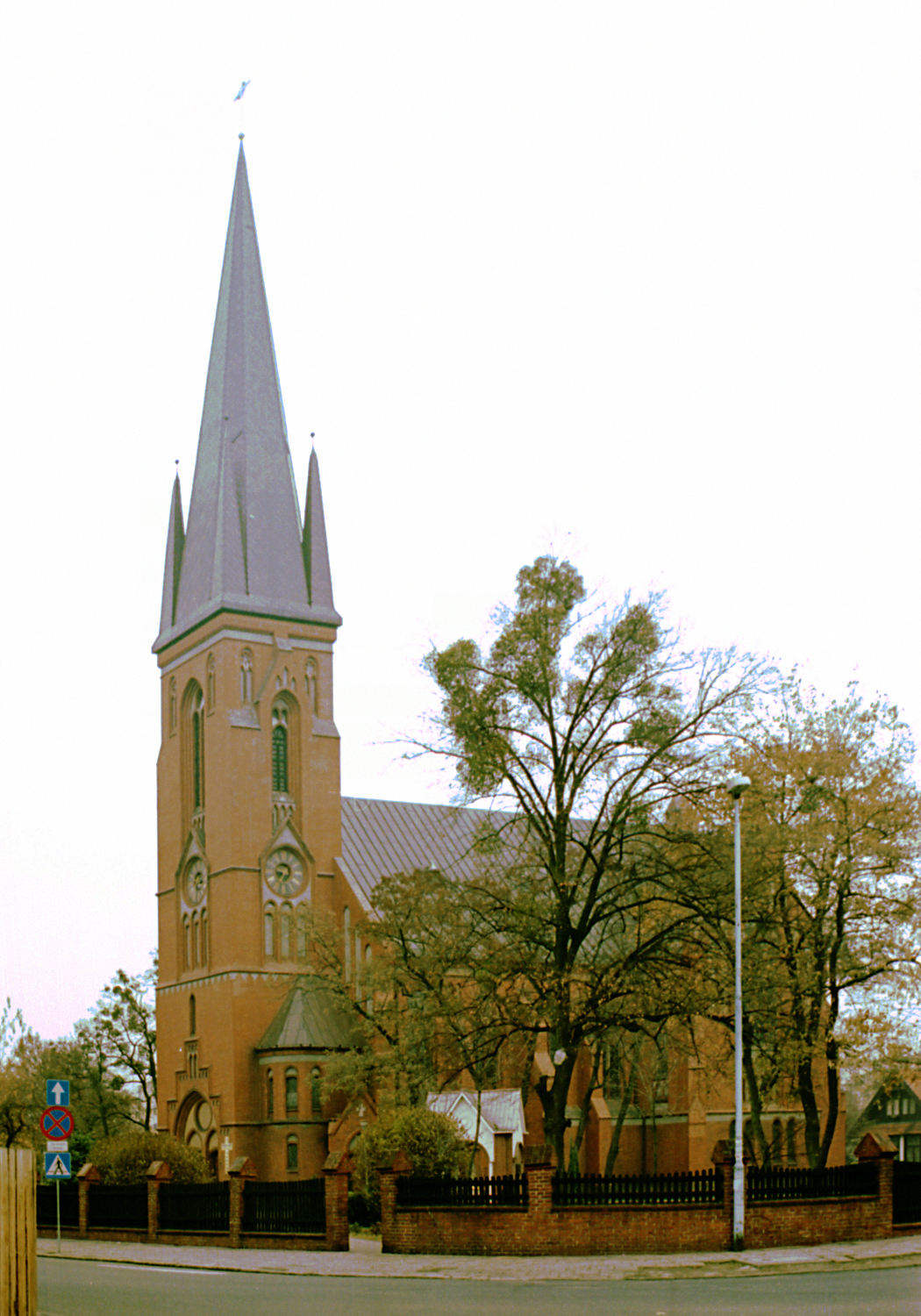
Dawny kościół ewangelicki w Obornikach, obecnie katolicki kościół św. Józefa

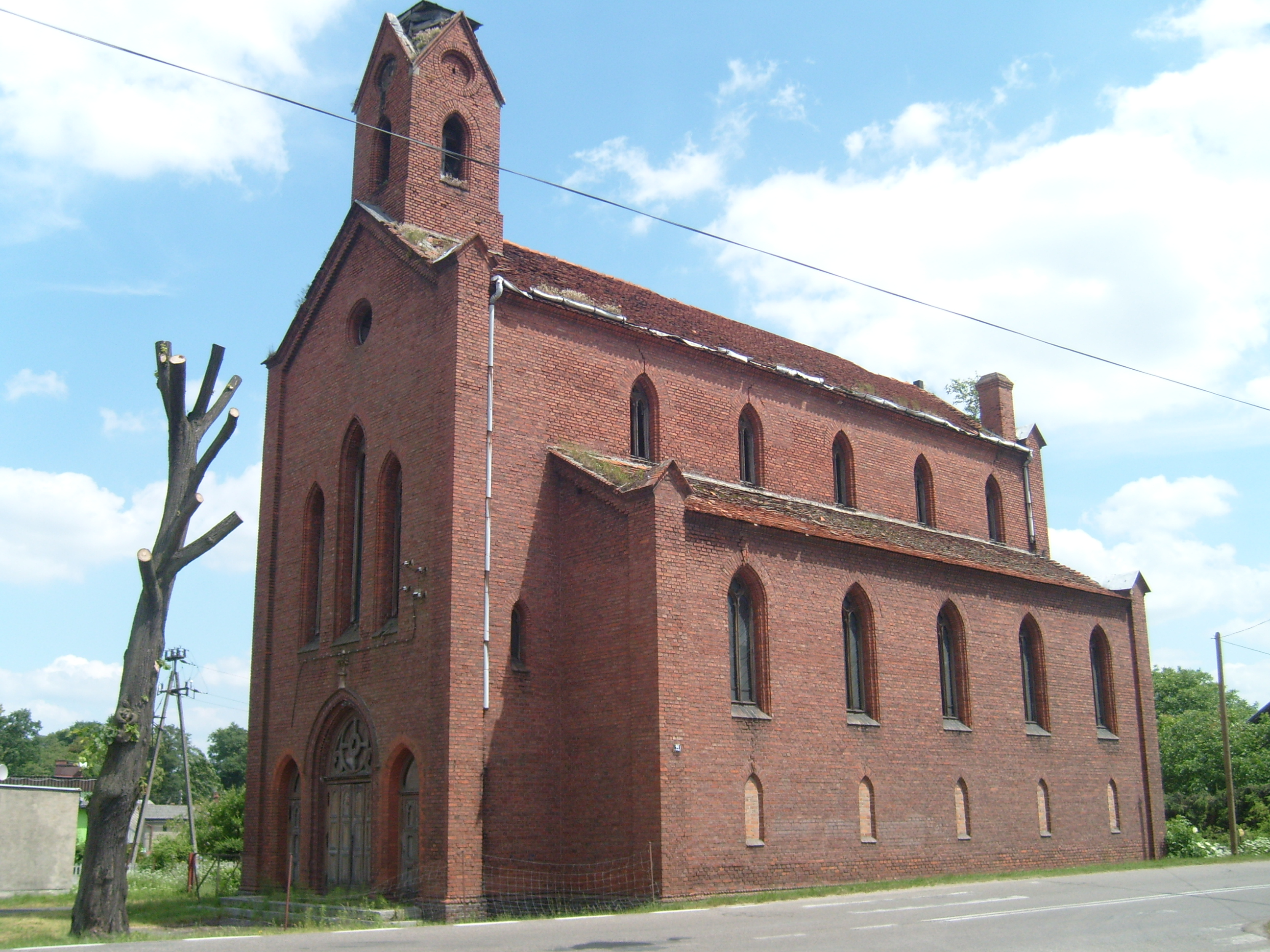
Kościół ewangelicki w Połajewie

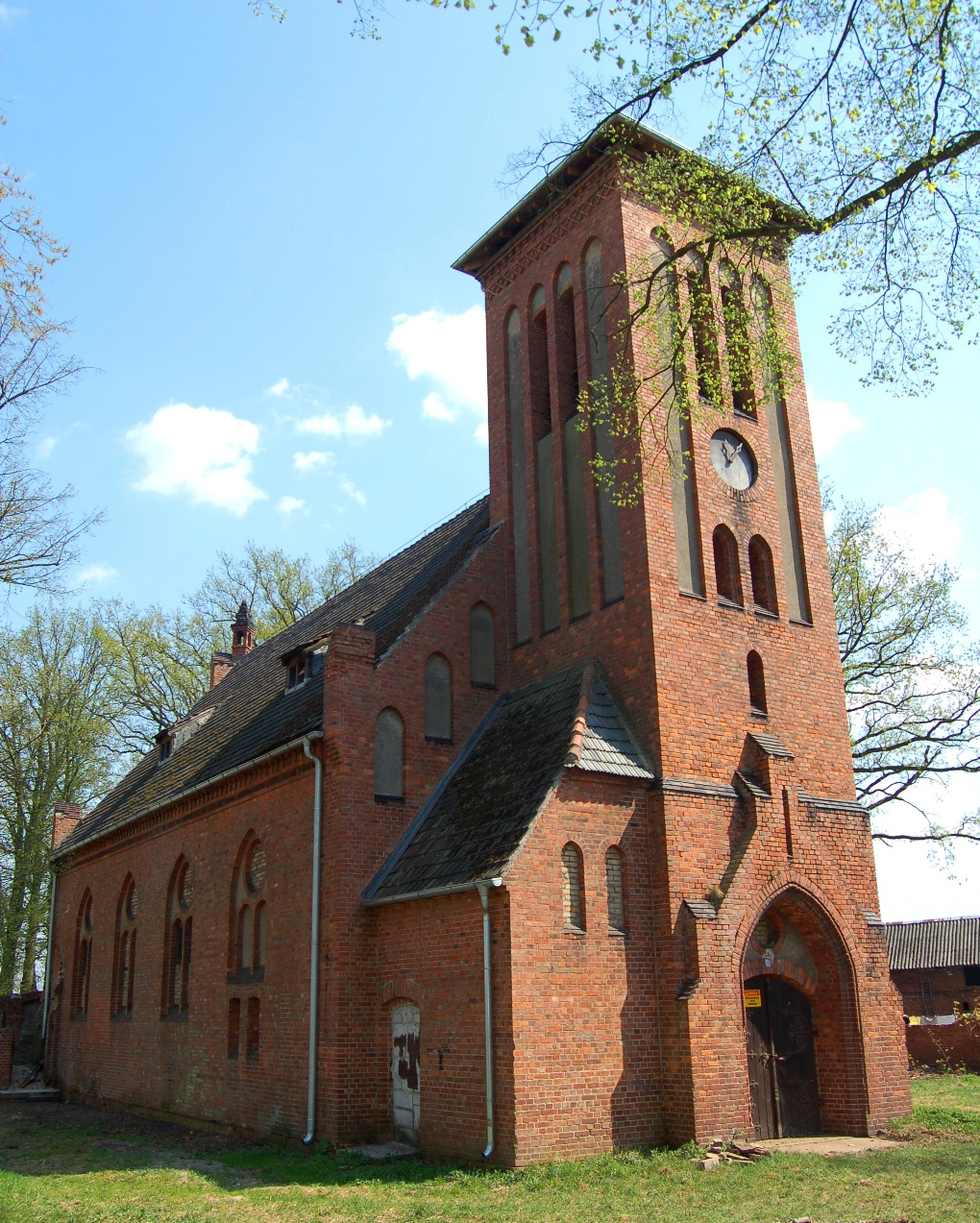
Kościół ewangelicki w Ryczywole

## Dane statystyczne
| Parafia                        | Liczba wiernych (1937) |
| ------------------------------ | ---------------------- |
| Budziszewko pow. Oborniki      | 655                    |
| Bukowiec pow. Oborniki         | 1300                   |
| Murowana Goślina pow. Oborniki | 1470                   |
| Oborniki                       | 1200                   |
| Połajewo                       | 856                    |
| Ryczywół                       | 460                    |
| Ludomy pow. Oborniki           | 387                    |
| Rogoźno Runowo pow. Węgrowiec  | 1801                   |
| Tarnówko pow. Oborniki         | 477                    |
| Budzyń pow. Chodzież           | 1050                   |
| Sokołowo pow. Chodzież         | 760                    |
| Stróżewo pow. Chodzież         | 600                    |
| Chodzież                       | 1650                   |
| Stróżewice pow. Chodzież       | 450                    |
| Zacharzyn pow. Chodzież        | 735                    |

## Galeria

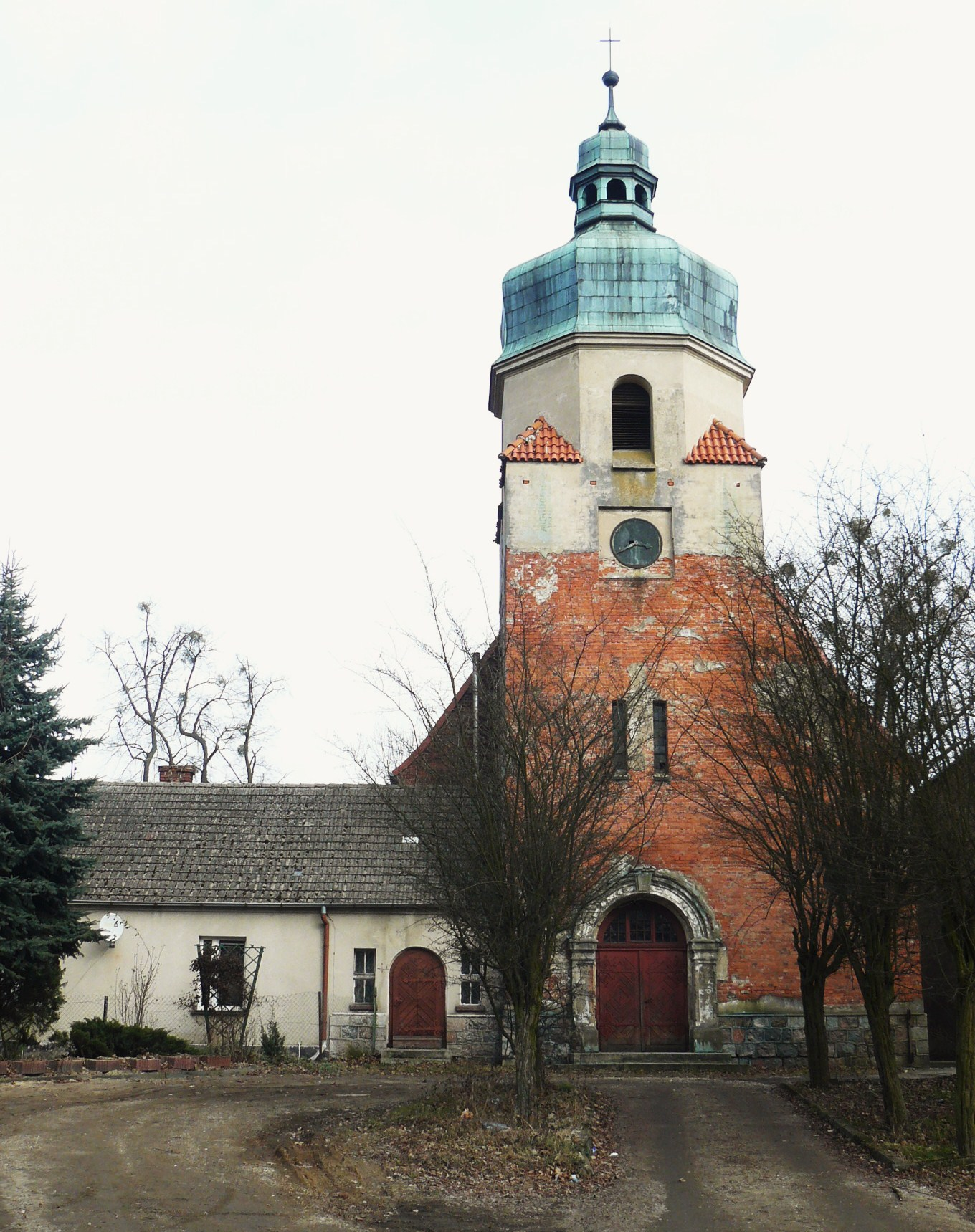
Dawny kościół ewangelicki w Ludomach, obecnie katolicki kościół Niepokalanego Poczęcia NMP
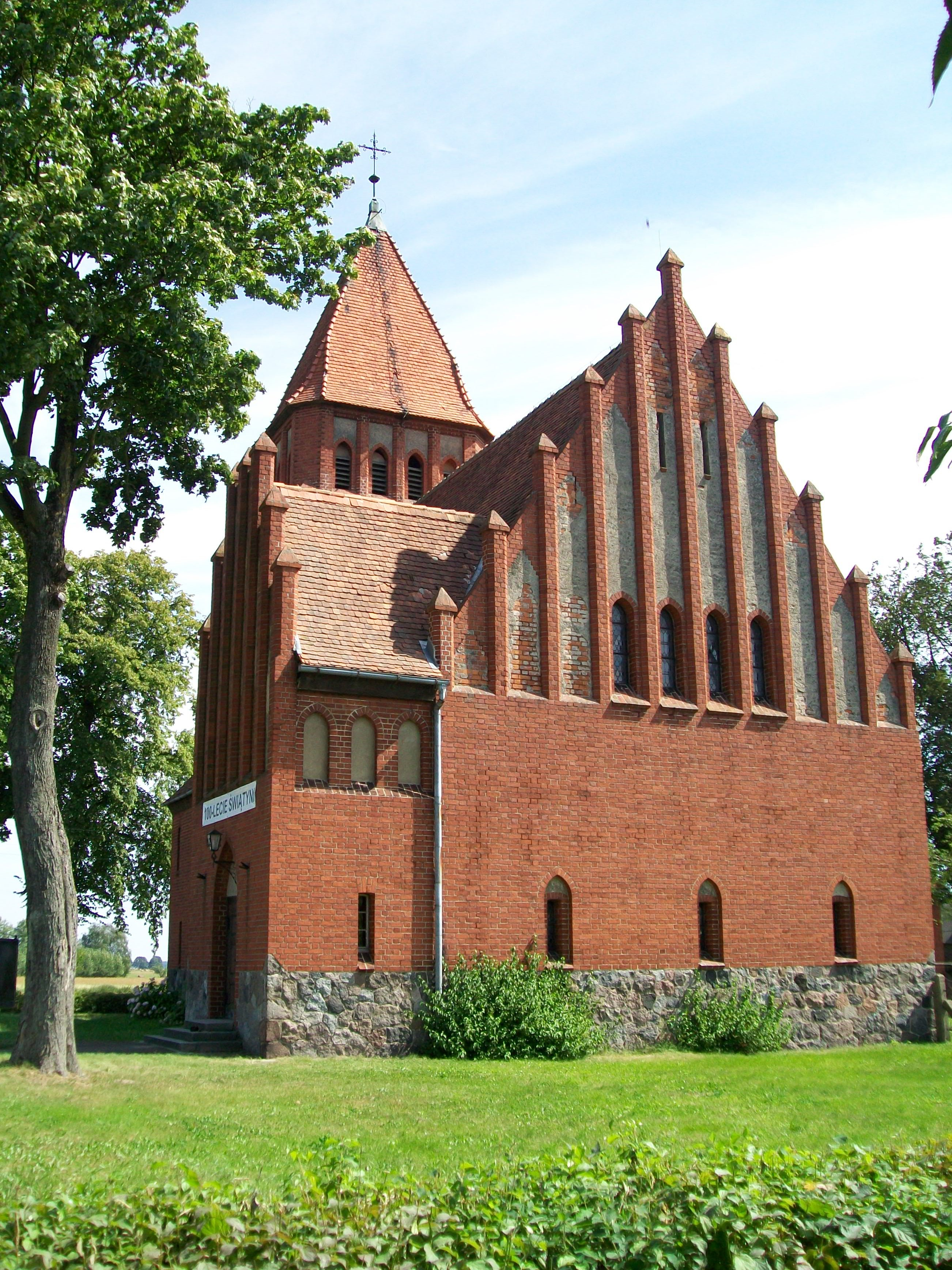
Dawny kościół ewangelicki w Tarnówku, obecnie katolicki kościół pw. Matki Bożej Szkaplerznej
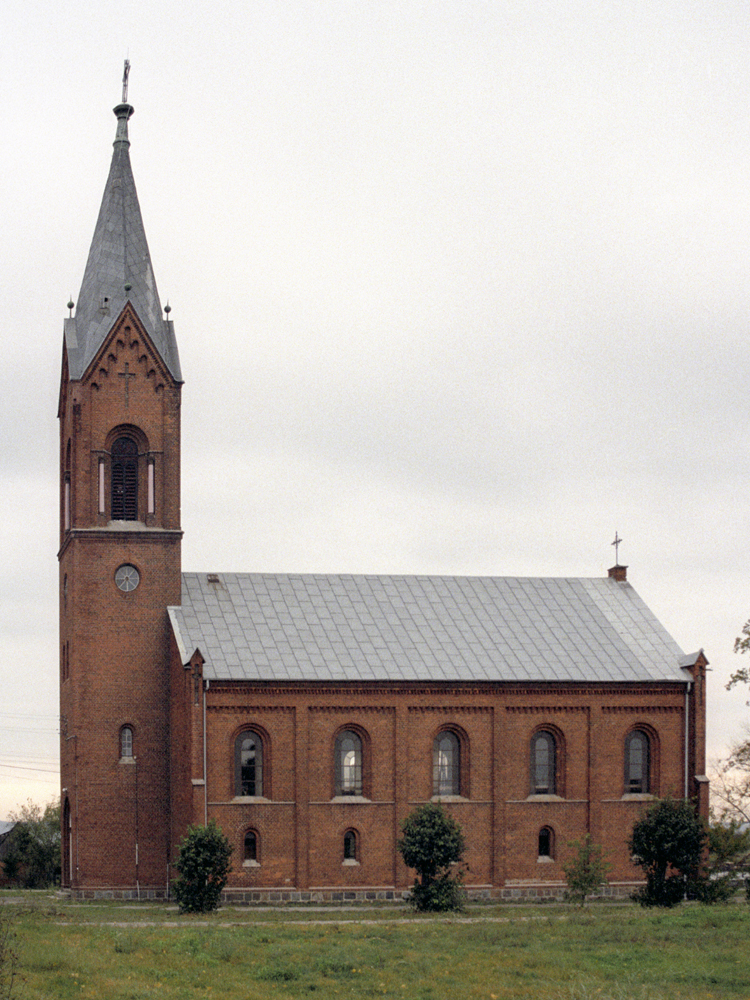
Dawny kościół ewangelicki w Zacharzynie, obecnie katolicki kościół pw. Matki Boskiej Królowej Polski